# Boden-Geo-Pfad

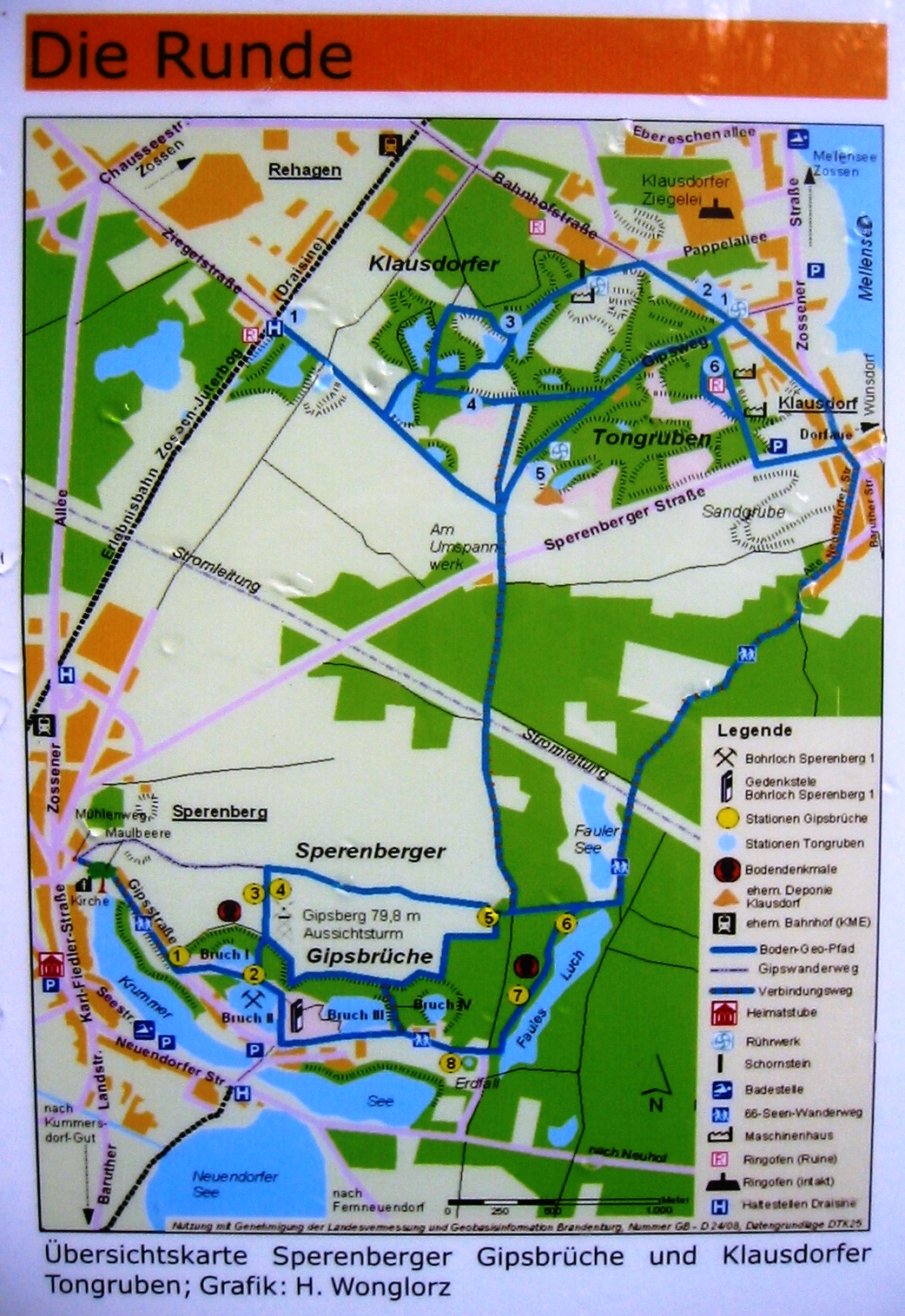
Verlauf des Boden-Geo-Pfads

Der Boden-Geo-Pfad ist ein rund zwölf Kilometer langer Wanderweg im Landkreis Teltow-Fläming in Brandenburg. Er besteht aus zwei geologischen Lehrpfaden, die durch das Naturschutzgebiet Sperenberger Gipsbrüche sowie die Klausdorfer Tongruben führt.

## Geschichte
Der Boden in dieser Region bildete sich vor rund 10.000 Jahren am Ende der letzten Eiszeit. Es entstanden Braunerde, Parabraunerde, Kolluvisol und Moorböden. Im Gebiet um Sperenberg stieg darüber hinaus zechsteinzeitliches Salz in einem Salzstock durch die Oberfläche. Durch Auslaugung entstand so der rund 80 Meter hohe Gipsberg. Der Gips, wie auch der Ton im nordöstlich gelegenen Klausdorf wurden seit dem Mittelalter im Tagebau abgebaut und formten so die Landschaft. Im Laufe der Industrialisierung in der Mitte des 19. Jahrhunderts entstanden Ziegelbrennereien, Gipsmühlen und andere Handwerksbetriebe. Sie lieferten Rohstoffe, die über den Nottekanal beispielsweise in Berlin Verwendung fanden. Der Gipsabbau wurde 1958 eingestellt; Ziegel werden bis heute noch produziert. Um das Gebiet touristisch zu erschließen, eröffnete man 2008 den Boden-Geo-Pfad. Er soll „die Vermittlung von bodenkundlichem und geologischem Wissen“ fördern und so „mehr Verständnis für unsere Umwelt und den achtsamen Umgang mit der begrenzten Ressource Boden fördern“.

## Aufbau

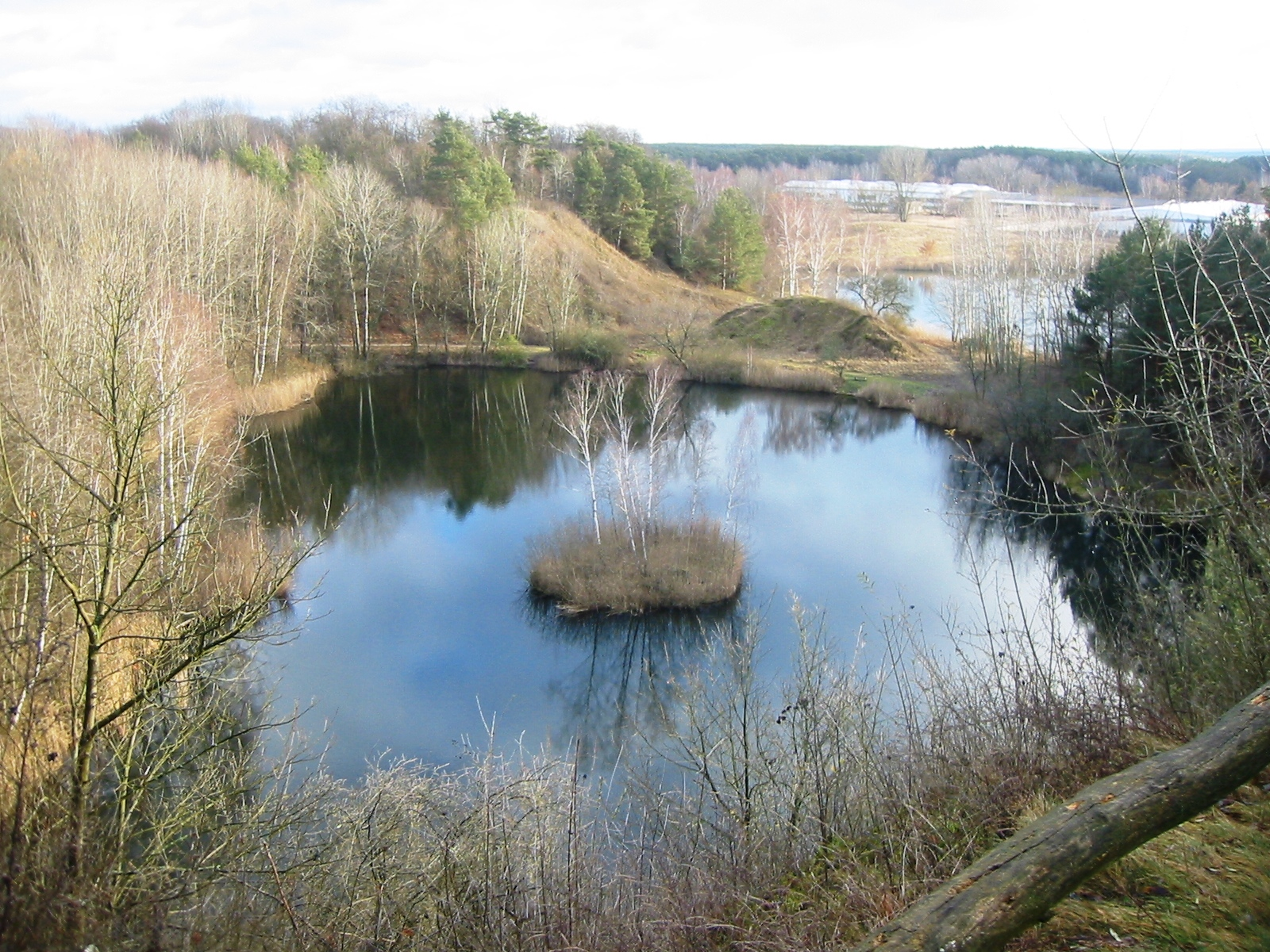
Blick vom Panoramaweg in das Restloch 1

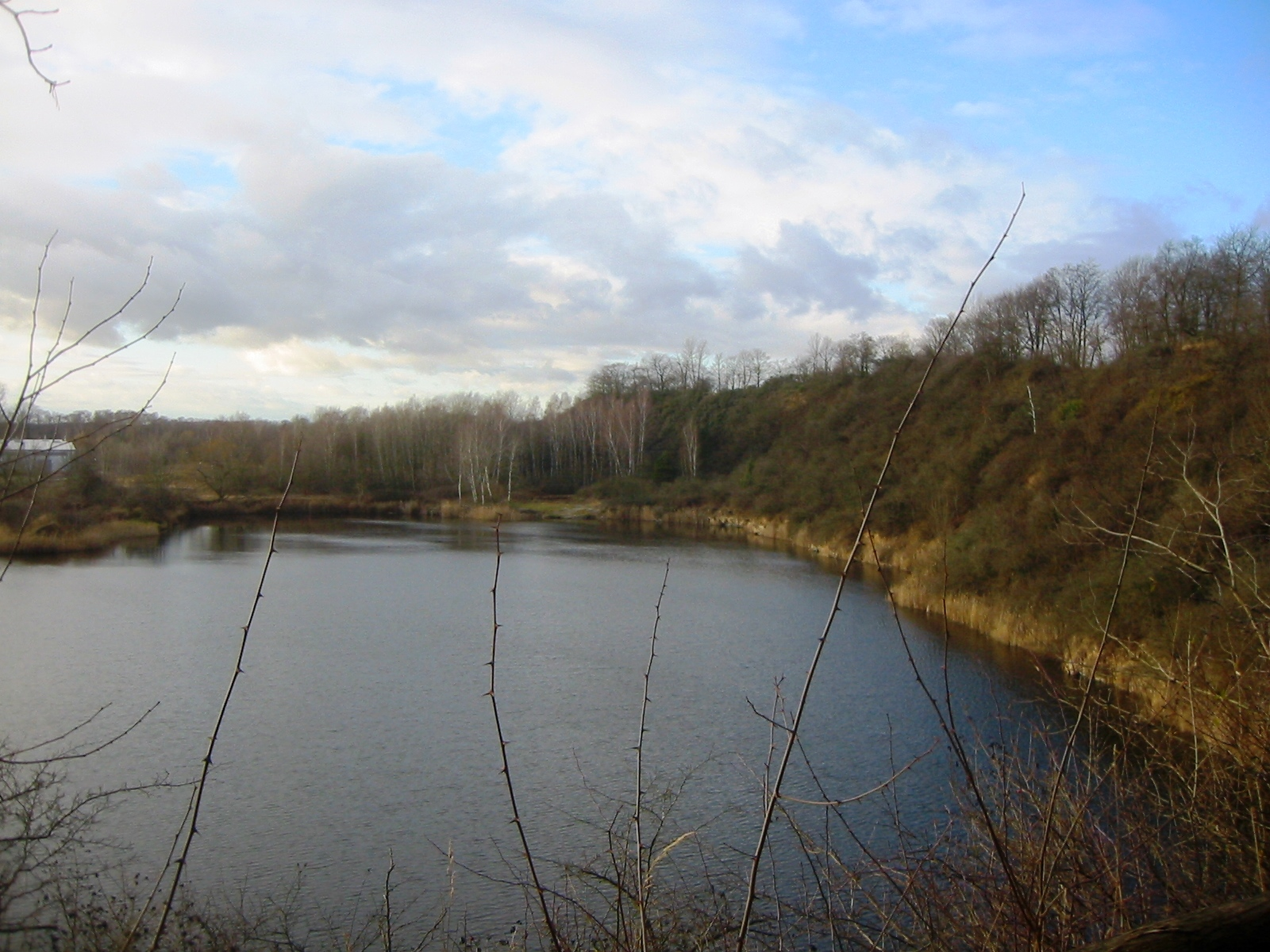
Restloch 3

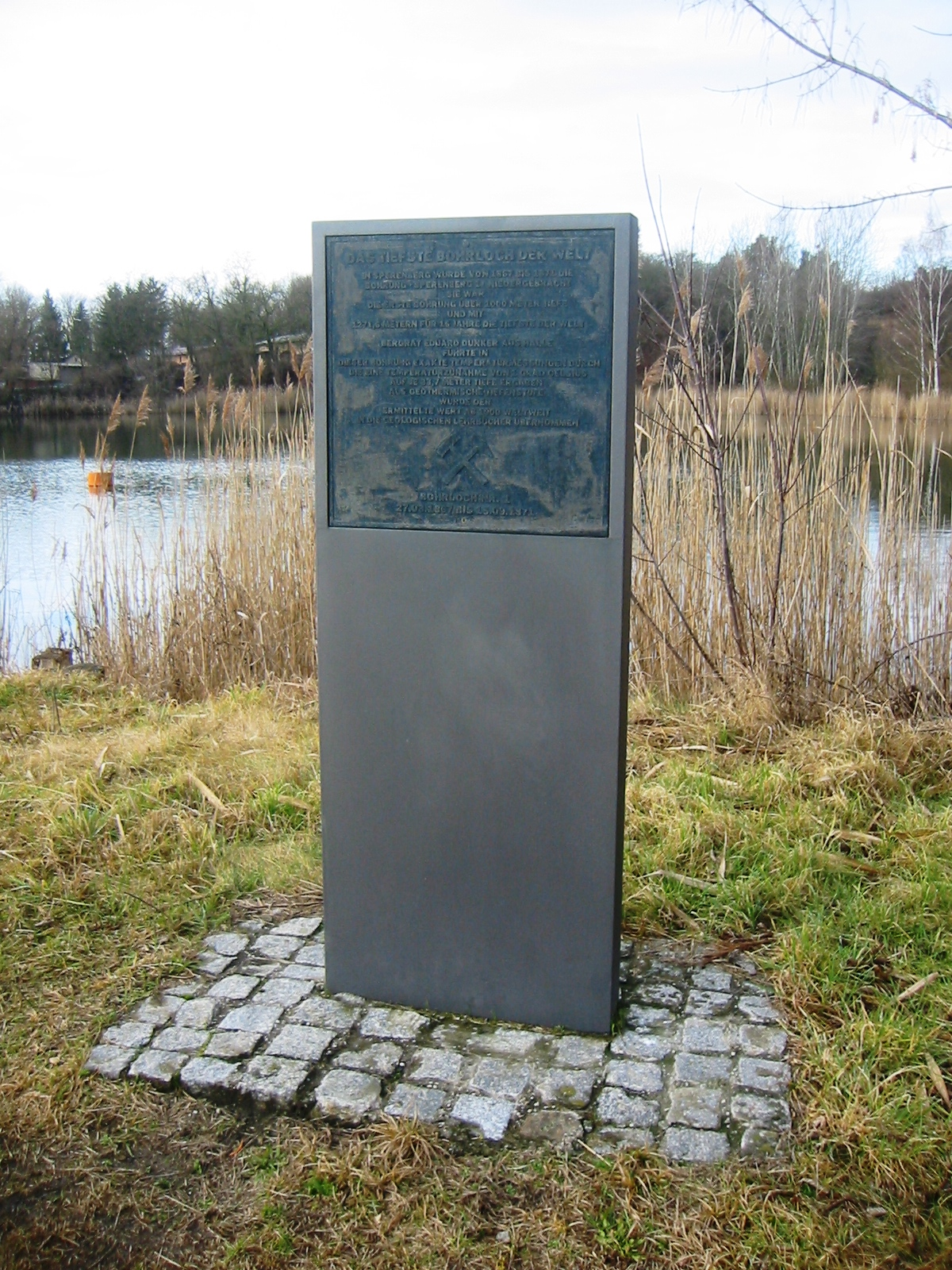
Infostele der Bohrung Sper I/1867 in Sperenberg

Der Pfad besteht aus zwei eigenständigen Abschnitten, die für sich getrennt, aber auch gemeinsam genutzt werden können. Der Rundkurs durch das Naturschutzgebiet in Sperenberg beginnt östlich der Evangelischen Dorfkirche Sperenberg in der Gipsstraße 12. Hier befindet sich die erste von insgesamt sieben Informationstafeln. Für Kinder und Jugendliche existiert ein eigenes Infofenster mit Toni dem Tausendfüßler. Nach rund 300 Metern erreicht man den inzwischen mit Grundwasser gefüllten „Bruch 1“. In der Mitte des Restlochs ist noch eine kleine Insel zu erkennen, auf der einst ein Mast für die Transport-Drahtseilbahn stand, mit der der Gips aus den Gipsbrüchen in die Gipsfabrik transportiert wurde. Über einen kurzen Anstieg erreicht man nun einen „Panoramaweg“, der entlang der Böschungskante bis zum Gipsberg führt. Dort zeigt eine Informationstafel die Bodenentwicklung in der Region, beschreibt die Bodenhorizonte und erläutert die Bodenanalyse mittels eines Bohrstocks. Eine weitere Tafel informiert über die Entstehung der Parabraunerde sowie die Ursachen und Folgen von Bodenerosion. Hinter dem Gipsberg zweigt der Pfad in östliche Richtung ab und verläuft entlang einer Windschutzhecke. Nach rund einem Kilometer befindet sich an einer Waldkante eine weitere Informationstafel sowie ein Bodenprofil, mit dem der Aufbau von Kolluvisol verdeutlicht wird. Nördlich dieser Station zweigt der zweite Teil des Boden-Geo-Pfades nach Klausdorf ab. Geht man weiter in östliche Richtung, so erreicht man das Faule Luch, einen See, der sich nordöstlich an den Krummen See anschließt. Beide entstanden am Ende der letzten Eiszeit, nachdem überschüssiges Wasser durch die Urstromtäler abfloss und der Oberboden nachsackte. Diese Senken füllten sich nach und nach mit Grundwasser und bildeten die beiden Seen, an dessen Ufern ein Niedermoor entstand. Eine weitere Informationstafel beschreibt die Entstehung der beiden Seen. An dessen Ufern wurde – bislang einmalig in Brandenburg – das seltene Laichkraut nachgewiesen. Der Weg verläuft weiter in südlicher Richtung zur letzten der sieben Informationstafeln, die den Aufbau der Braunerde, die Verbraunung und Verlehmung beschreibt. An der letzten Abzweigung des Weges befindet sich der einzige natürliche Erdfall Brandenburgs. Auf dem Weg dorthin passiert man ein weiteres Restloch „Bruch 3“ sowie das Restloch 2, das jedoch nicht zum Naturschutzgebiet gehört: Es wurde unter anderem als Betriebsdeponie genutzt. Hier wurde in den Jahren 1867 bis 1871 die erste Tiefbohrung der Welt durchgeführt, in dem auf 1271,60 Meter abgeteuft wurde. Eine Informationsstele erinnert an die Bohrung, während eine orangefarbene Boje in dem Restloch die genaue Stelle anzeigt. Ein Teil dieser Wegstrecke ist identisch mit der 66-Seen-Regionalparkroute, die schlussendlich wieder zur Kirche zurückführt.
Der Rundweg durch die Klausdorfer Tongrube beginnt mit den ersten beiden von sechs Informationstafeln an der Zossener Straße/Ecke Gipsweg. Neben einer Übersichtskarte beschreiben sie die Geschichte der Ziegelindustrie in Klausdorf. Folgt man dem Weg in südlicher Richtung, gelangt man zu einem ehemaligen Ringofen, der heute Fledermäusen als Winterquartier dient. Rund 1,5 km weiter südlich befindet sich die ehemalige Deponie Klausdorf. Von 1974 bis 1991 wurden insgesamt 420.000 m³ Abfall auf einer Fläche von 45.000 m² abgelagert. Von 1996 bis 1997 wurde die Deponie zunächst gesichert, anschließend rekultiviert. 2005 entdeckte man am Fuße der Deponie in einem rekultivierten Kleingewässer den seltenen Großen Kolbenwasserkäfer. Von diesem Punkt aus verläuft der Weg wieder in nördlicher Richtung durch eine Allee zu einer Sandgrube, an der ebenfalls über den Aufbau der Braunerde informiert wird. Südlich zweigt ein Stichwanderweg zum Naturschutzgebiet ab. Vorbei an ehemaligen Tongruben erreicht man wieder den Ausgangspunkt des Rundwegs.
Der gesamte Pfad ist mit einem stilisierten Tausendfüßler, dem Schriftzug „Boden-Geo-Pfad“ sowie einem grünen Diagonalbalken auf weißem Grund markiert.